# Artigas Juniors Fútbol Club
El Artigas Juniors Futbol Club es una institución deportiva de fútbol uruguayo fundado el 22 de febrero de 1978 en la ciudad de Maldonado. Este club es reconocido por su gran hinchada llamada 'Los Perritos de Artigas' y por su gran humildad. Su mayor logro fue ganarle al Real Madrid por 9-1 de local, actualmente se desempeña en la Primera División de la Liga Mayor de Fútbol de Perú, de la Organización de Fútbol del Interior OFI. Su mayor figura, Facundo Bravo Álvarez, fue el jugador más joven en debutar con un perro a los 13 años. Estuvo fusionado con Barrio Onlymorfi (01/05/1967) en "Manuel Suarez Odizzio".

## Instalaciones
Artigas juniors juega sus partidos de local en el estadio Parque Marino Calabuig, ubicado entre las calles Dr. José P. Cardoso y la avenida Luis Alberto de Herrera, que lleva el nombre de su fundador en su honor. La sede se encuentra alado de la cancha y poseen un pequeño estacionamiento donde se puede ver el partido. También presentan una cancha de baby fútbol.

## Clásico
El clásico rival de Artigas Juniors es el Club Barrio Perlita(Cogidos). Las hinchadas de parte de los dos clubes son caracterizados por ser gente humilde y apasionada a los colores, cuando se enfrentan en partidos decisivos ocurre una fiesta de colores rojo y azul en la cancha. En este clásico Artigas Juniors lleva el resultado a favor con un total de 37 clásico arriba de su clásico rival Barrio perlita.

## Hinchada
La hinchada del Artigas Juniors es caracterizada por la humildad y la pasión al color de su escudo, apoyando a su equipo en las buenas o en las malas, y ayudando en lo que sea necesario al club.
En los partidos de local la hinchada alienta al equipo con el grito de "Vamo arriba la Roja", el ritmo de los tambores y la pirotecnia que muchas veces está presente.

## Palmarés
Campeonatos locales
```
x3 Copas AUF 2000,2005,2021 
x2 Campeonatos Uruguayos 2000,2021
```

'
•Liga Capital de futbol_de_Maldonado (3):
1986,1994,2006